# معتز البقعاوي
معتز البقعاوي مواليد 4 يناير 1998 في القصيم، السعودية، هو لاعب كرة قدم سعودي يلعب لنادي الطائي.

## مسيرة اللاعب
مثل نادي اللواء في الفئات السنية وانتقل إلى نادي التعاون في عام 2013 وانتقل إلى نادي الطائي في صيف 2022.